# Пустынница длиннолистная
Пустынница длиннолистная (лат. Eremogone longifolia) — вид многолетних травянистых растений семейства Гвоздичные (Caryophyllaceae).

## Ботаническое описание
Многолетнее травянистое растение с гладкими прямыми стеблями высотой (15)20–40 см. 
Прикорневые листья длинные, щетинистые, 15–20 см длиной, собраны в пучки. Край мелкопильчатый, поверхность жестко шероховатая. Стеблевые листья узколанцетные, 5–12 см длиной и 1–2 мм шириной. Междоузлия короче листьев.
Мелкие многочисленные цветки собраны полузонтиками в метельчатые соцветия. Цветоносы голые. Прицветники пленчатые. Чашелистики 2–3 мм длиной, эллиптические, тупые, голые, с выраженным килем по центру, создающим впечатление пятигранной чашечки. Лепестки белые, яйцевидные, в два раза длиннее чашечки.
Плод — яйцевидно-продолговатая коробочка 3–4 мм длиной.

## Распространение и экология
Восточноевропейско-азиатский вид. Природный ареал охватывает Монголию и Среднюю Азию, Кавказ. В России встречается на Европейской части и на юге Западной Сибири. Вид включен в ботанический атлас растений Ленинградской области.
Растение встречается в луговых степях и борах, опушках, на склонах балок и оврагов как заносное — у автомобильных и железнодорожных дорог.

## Классификация

### Таксономия
Eremogone longifolia (M.Bieb.) Fenzl, 1833, Vers. Darstell. Alsin. : t. 46
Вид Пустынница длиннолистная относится к роду Пустынница (Eremogone) семейства Гвоздичные (Caryophyllaceae) порядка Гвоздичноцветные (Caryophyllales). Таксономическая схема в соответствии с Системой APG IV по состоянию на декабрь 2023 года:
|  |                                      |  |                                   |                                   |                      |  | ещё 40 семейств | ещё 40 семейств |                          |  |  |  | еще 70 подтвержденных видов и 7 видов, ожидающих подтверждения |
|  |                                      |  |                                   |                                   |                      |  | ещё 40 семейств | ещё 40 семейств |                          |  |  |  | еще 70 подтвержденных видов и 7 видов, ожидающих подтверждения |
|  |                                      |  |                                   | порядок Гвоздичноцветные          |                      |  |                 |                 | род Пустынница           |  |  |  |                                                                |
|  |                                      |  |                                   | порядок Гвоздичноцветные          |                      |  |                 |                 | род Пустынница           |  |  |  |                                                                |
|  | отдел Цветковые, или Покрытосеменные |  |                                   |                                   | семейство Гвоздичные |  |                 |                 | Пустынница длиннолистная |  |  |  |                                                                |
|  | отдел Цветковые, или Покрытосеменные |  |                                   |                                   | семейство Гвоздичные |  |                 |                 |                          |  |  |  |                                                                |
|  |                                      |  | ещё 63 порядка цветковых растений | ещё 63 порядка цветковых растений |                      |  |                 | еще 97 родов    | еще 97 родов             |  |  |  |                                                                |
|  |                                      |  |                                   | ещё 63 порядка цветковых растений |                      |  |                 |                 | еще 97 родов             |  |  |  |                                                                |

### Синонимы
- Alsinanthus longifolius (M.Bieb.) Desv.
- Arenaria longifolia M.Bieb.
- Arenaria otitoides Adams ex Fisch.
- Eremogone otitoides Fenzl